# Långtjärnen (Björna socken, Ångermanland, 708802-162767)
Långtjärnen är en sjö i Örnsköldsviks kommun i Ångermanland och ingår i Gideälvens huvudavrinningsområde.